# Лавры (фильм)
«Лавры» — советский чёрно-белый художественный фильм, снятый в 1972 году Владимиром Горпенко по сценарию Павла Загребельного и Александра Сацкого на киностудии имени А. Довженко.
Премьера фильма состоялась 6 августа 1973 года. Фильм посмотрели 3,8 миллионов зрителей.

## Сюжет
Начальник цеха Леонид Ильич Шляхтич решает провести модернизацию стана за десять дней, но возникают проблемы во время пуска. Несмотря на противостояние начальника цеха Токовой, Шляхтич находит выход и добивается успеха.

## В ролях
- Эдуард Марцевич — Леонид Шляхтич
- Лесь Сердюк — Токовой
- Сергей Плотников
- Андрей Праченко
- Екатерина Крупенникова — Зинаида
- Ольга Науменко — Аля
- Владимир Емельянов — директор завода
- Владимир Нечепоренко
- Полина Куманченко
- Степан Хацкевич

В съёмках фильма принимали участие рабочие Южнотрубного металлургического завода города Никополь в Днепропетровской области.

## Съёмочная группа
- Режиссёр: Владимир Горпенко
- Сценаристы: Павел Загребельный, Александр Сацкий
- Оператор: Сергей Лисецкий
- Художник: Георгий Прокопец
- Звукорежиссёр: Андрей Грузов
- Композитор: Аврам Кофман, Юрий Цалюк

## Фестивали
Фильм получил диплом «За режиссёрский дебют» (В. Горпенко) и приз «За лучшую операторскую работу» (С. Лисецкий) на Республиканском кинофестивале «Человек труда на экране» в Жданове (1973).